# غويليرمي بورغز
غويليرمي بورغز هو لاعب كرة قدم برازيلي، ولد في 27 نوفمبر 1999 في غويانيا في البرازيل.